# Ткаченко-Галашко Петро Федорович

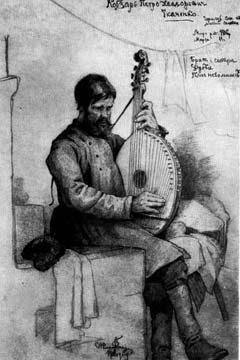
П. Ткаченко — портрет роботи Опанаса Сластіона

Петро Федорович Ткаченко-Галашко (21 грудня 1878 — 3 січня 1918) — кобзар родом з с. Семенівки або Синявок на Чернігівщині.

## Життєпис
Осліпнувши в дитинстві, він пов'язав свою долю з бандурою. Його вчителем став кобзар Т. Пархоменко;
В 1906 художник О. Сластіон зробив зарисовку Ткаченка.
Для відзначення трудових заслуг кобзаря, його ім'я було включено до списку міжнародних євілатів, затверджено генеральною конференцією ЮНЕСКО на 1877 — 78 рр.

### Репертуар
Виконував думи «Брат і сестра», «Удова», «Плач невольників», пісні на слова Т. Шевченка, іст. і жартівливі народні пісні.